# Pavao Ritter Vitezović
Pavao Ritter Vitezović, hrvaški pisatelj, pesnik, častnik, zgodovinar, jezikoslovec in publicist, * 7. januar 1652, Senj, † 20. januar 1713.
Janez Vajkard Valvasor ga je navdušil za preučevanje hrvaške zgodovine in geografije.